# نسيم دحوش
نسيم دحوش  (1982 الجزائر) هو لاعب كرة قدم جزائري.

## روابط خارجية
- نسيم دحوش على موقع قاعدة بيانات كرة القدم.إي يو (الإنجليزية)
- نسيم دحوش على موقع Soccerway.com (الإنجليزية)